# (200088) 1993 BD12
(200088) 1993 BD12 es un asteroide perteneciente al cinturón de asteroides, descubierto el 26 de enero de 1993 por el equipo del Spacewatch desde el Observatorio Nacional de Kitt Peak, Arizona, Estados Unidos.

## Designación y nombre
Designado provisionalmente como 1993 BD12.

## Características orbitales
1993 BD12 está situado a una distancia media del Sol de 2,580 ua, pudiendo alejarse hasta 2,908 ua y acercarse hasta 2,253 ua. Su excentricidad es 0,126 y la inclinación orbital 9,377 grados. Emplea 1514,34 días en completar una órbita alrededor del Sol.

## Características físicas
La magnitud absoluta de 1993 BD12 es 16,1. Tiene 3 km de diámetro y su albedo se estima en 0,063.